# Rodney Eyles
Rodney Eyles (* 15. September 1967 in Brisbane) ist ein ehemaliger australischer Squashspieler.

## Karriere
Rodney Eyles begann seine Karriere auf der PSA World Tour im Jahr 1986, in der er 14 Titel gewann. Dazu zählen unter anderem das Tournament of Champions und die US Open. Bei den British Open erreichte er das Finale. Bei der Weltmeisterschaft 1997 in Malaysia feierte Rodney Eyles seinen größten Erfolg, als er den Schotten Peter Nicol klar mit 15:11, 15:12 und 15:12 besiegte. Bereits im Jahr zuvor hatte Eyles den Einzug ins WM-Finale geschafft, unterlag dort aber dem Pakistaner Jansher Khan. Gegen Khan verlor er im selben Jahr zudem das Finale der British Open. Zehn Jahre zuvor, im Jahr 1986, erreichte Eyles das Finale der Weltmeisterschaft der Junioren. Sein Bezwinger hieß auch damals schon Jansher Khan. Mit der australischen Nationalmannschaft wurde Rodney Eyles 1991 Weltmeister. Bis 1999 stand er im australischen Aufgebot. Bei den Commonwealth Games 1998 errang er im Doppel mit seinem Landsmann Byron Davis die Silbermedaille. Im November 2000 beendet Eyles seine Profi-Karriere. Er wurde 19 Monate lang auf Platz zwei in der Weltrangliste geführt, erstmals im November 1995. In den Jahren 1996 bis 1998 bekleidete er das Amt des Präsidenten der Professional Squash Association.
Rodney Eyles wurde nach seiner Spielerkarriere Squashtrainer in Australien. Im Jahr 2008 wurde er in die Squash Australia Hall of Fame aufgenommen. 2009 war er erstmals als Manager und 2013 als Nationaltrainer der australischen Mannschaft tätig. Sein Sohn Ethan Eyles ist ebenfalls Squashspieler.

## Erfolge
- Weltmeister: 1997
- Weltmeister mit der Mannschaft: 1991
- Gewonnene PSA-Titel: 14
- Commonwealth Games: 1 × Silber (Doppel 1998)